# Dimer cyklooktadieniridiummethoxidu
Dimer cyklooktadieniridiummethoxidu je organická sloučenina iridia se vzorcem Ir2(OCH3)2(C8H12)2, kde C8H12 je cyklookta-1,5-dien. Jedná se o žlutou pevnou látku rozpustnou v organických rozpouštědlech, používanou na přípravu dalších komplexů iridia, kde některé slouží jako homogenní katalyzátory.
Připravuje se reakcí dimeru cyklooktadieniridiumchloridu s methoxidem sodným. Iridiová centra mají, jak je u d8 komplexů obvyklé, čtvercové geometrie. Atomy Ir2O2 neleží v jedné rovině (diagonálně mírně „přeložený“ čtverec).